# Castella Vetula

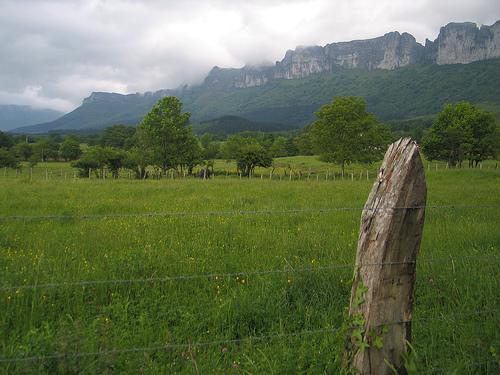
Valle de Sotoscueva (Provincia de Burgos), uno de los muchos valles que formaban la Castilla Vieja.

Castella Vetula (en castellano, Castilla Vieja)  también llamada por la historiografía Castilla del Ebro, es el término que se emplea para designar el territorio primigenio de Castilla. 
Su origen se encuentra en la Castella de principios del siglo IX que se forja en plena reconquista a los pies de la cordillera Cantábrica. 
Es la primera mención que se hace de territorio castellano y llamado así, en el año 800 por el Abad Vítulo y su hermano Hervigio en carta de repoblación hecha desde el Valle de Mena y las tierras del Nervión con sede en Taranco. El Becerro Galicano de San Millán de la Cogolla dice así:

In nomine Domini. Ego Vitulus abba, quamvis indignus omnium servorum Dei servus, una cum congermano meo Erbigio presbitero, cum domnos et patronos meos S. Emeteri et Celedoni, cuius baselica extirpe manibus nostris construximus ego Vitulus abba et frater meus Erbigius in loco qui dicitur Taranco in territorio Mainense, et S. Martini, quem sub subdicionem Mene manibus nostris fundavimus ipsam baselicam in civitate de Area Patriniani in territorio Castelle et S. Stefani, cuius baselicam manibus nostris fundavimus in loco qui dicitur Burcenia in territorio Mainense, quem sub Dei tuicionem sub presentibus parentes nostri Lebatus el Momadonna in religione reliquerunt Dei, comunes et leti et de nostra infancia nihil formidantes.(...)
En el nombre del Señor. Yo Vítulo, abad, aunque indigno, siervo de todos los siervos de Dios, y mi hermano carnal el presbítero Ervigio, nos ofrecemos a mis señores y patronos san Emeterio y san Celedonio, cuya basílica hemos construido con nuestras manos desde los cimientos yo y mi hermano Ervigio en el lugar de Taranco, valle de Mena; y a san Martin, a quien con el favor de Dios también hemos hecho basílica con nuestras manos en la ciudad de Area-Paternina, territorio de Castilla; y a san Esteban, a quien igualmente hicimos por nosotros mismos basílica en el lugar de Burceña, valle de Mena, que Lebato y Muniadona nuestros padres nos dejaron conformes y alegres en la religión de Dios sin recelo de nuestra infancia, bajo la protección divina.(...)

Es solo varias décadas después cuando Ordoño I de Asturias encomienda al conde Rodrigo el gobierno de la marca oriental del reino (limitado al norte con el mar cantábrico, al este con los Alaveses y al sur con las guarniciones de Córdoba) el condado puesto bajo el mando de Rodrigo se llamara desde entonces condado de Castilla, tomando su nombre de la primitiva Castella y que posteriormente sería conocida como Castella Vetula.
El territorio de la primitiva Castilla Vieja lo constituían las llanadas de los ríos Jerea y Nela y diversos valles como el de Valdivielso, Valdegovía, Tobalina y Manzanedo,  el territorio comprendería todo el norte de la actual provincia de Burgos ocupando a grandes rasgos la comarca burgalesa de las Merindades. 

Era Castilla la Vieja un puerto bien cerrado, 	
	Non habia mas entrada de un solo forado; 	
Tovieron castellanos el puerto bien guardado, 	
	Porque de toda España eso hobo fincado.
Poema de Fernán González (siglo XIII)

Todo el territorio de Castilla Vieja formaría una merindad del reino de Castilla y posteriormente en las Edades Moderna y Contemporánea daría nombre a una región histórica.